# Davîdiv Brid, Velîka Oleksandrivka
Davîdiv Brid (în ucraineană Давидів Брід) este localitatea de reședință a comunei Davîdiv Brid din raionul Velîka Oleksandrivka, regiunea Herson, Ucraina.

## Demografie
Componența lingvistică a localității Davîdiv Brid
     Ucraineană (96,24%)
     Rusă (3,27%)
     Alte limbi (0,32%)
Conform recensământului din 2001, majoritatea populației localității Davîdiv Brid era vorbitoare de ucraineană (96,24%), existând în minoritate și vorbitori de rusă (3,27%).